# A Bachelor's Love Story
A Bachelor's Love Story è un cortometraggio muto del 1914 diretto da George Loane Tucker. Fu l'ultimo film della breve carriera di Lillian Logan.

## Produzione
Il film fu prodotto dalla London Film Productions.

## Distribuzione
Distribuito dalla London Film Productions, il film uscì nelle sale cinematografiche britanniche nel giugno 1914.